# Dionysios I van Syracuse
Dionysios I (Oudgrieks: Διονύσιος; ca. 430 v.Chr. - voorjaar 367 v.Chr.) was tyrannos van Syracuse, een oud-Griekse kolonie gelegen in Zuid-Italië. Hij was een van de machtigste tyrannoi uit de oudheid en de langst regerende: zijn heerschappij duurde van 405 v.Chr. tot aan zijn dood. Daarom, en door de omstandigheden van zijn opkomst, werd hij als een schoolvoorbeeld van een gewelddadige heerser gezien.
Dionysios begon zijn politieke carrière binnen het democratische systeem en trad vervolgens op als volksmenner en agitator. Na zijn verkiezing tot lid van het college van veldheren (strategoi) bracht hij systematisch zijn ambtgenoten in diskrediet, liet zich door de volksvergadering bijzondere volmachten toekennen, bouwde zijn lijfwacht tot een privé-militie uit en greep ten slotte met een staatsgreep de macht. In naam bleef de democratie bestaan, maar in feite nam de heerschappij van de machthebber monarchale kenmerken aan.
Het antieke beeld van tyrannoi werd in sterke mate gekleurd door de persoonlijkheid van Dionysios en de anekdoten over hem. Het onderhoud van zijn luisterrijke hof en grote huurleger bracht Syracuse meermaals op de rand van het bankroet, waardoor er enorme belastingen moesten worden opgebracht, wat uiteindelijk in brede kring ontevredenheid wekte. Hij ging de geschiedenis in als een energiek organisator en een bekwaam strateeg, maar ook als een meedogenloos tiran zonder scrupules, die zich uit een eenvoudig milieu naar de top had gewerkt en als de machtigste heerser van zijn tijd werd beschouwd. Hij werd gehaat om zijn wreedheid, maar ook bewonderd als beschermer van kunst en wetenschap.
De door hem gestichte Siciliaanse staat, een van de eerste Griekse territoriale staten, was toen de sterkste Griekse militaire macht. Dionysios maakte Syracuse tot de grootste en sterkste vestingstad van het toenmalige Griekse Rijk. Hoofdthema's van de buitenlandse politiek van de tyrannos waren de rampzalige oorlogen tegen de Carthagers, de onderwerping van de Griekse steden van Sicilië en het militaire ingrijpen in het noorden van Zuid-Italië. Ondanks zijn indrukwekkend succes als stichter van een staat, waarmee hij in menig opzicht vooruitliep op de later hellenistische diadochenrijken, was hij niet in staat om zijn levenswerk in blijvende levensvatbare ideeën en instellingen te verankeren.

## Antieke bronnen over Dionysios
De belangrijkste bron, waaruit haast alle bruikbare informatie over Dionysios afkomstig is, is de wereldgeschiedenis Bibliotheke Historike van Diodoros van Sicilië, geschreven in de 1e eeuw v.Chr. De opkomst en regeringsperiode van Dionysios worden beschreven vanaf hoofdstuk 91 van het dertiende boek tot hoofdstuk 74 van het vijftiende. De periode tot ongeveer 386 v.Chr. is aanzienlijk uitgebreider beschreven dan de latere regeringsjaren van de tyrannos. Klaarblijkelijk kon Diodoros zich voor de vroegere jaren op gedetailleerdere bronnen baseren.
Deze zijn echter verloren gegaan, zoals een biografie van Dionysios door Philistos. De vraag welke werken het waren en hoe betrouwbaar Diodoros die heeft verwerkt, staat centraal in modern bronnenonderzoek. De herkomst van dit bronnenmateriaal wordt sinds lang als tegenstrijdig beschouwd. Zeker is echter, dat de auteurs die door Diodoros werden gebruikt zeer uiteenlopende beoordelingen van de persoonlijkheid en regering van de tyrannos hadden.

## Leven

### Klim naar de macht
Dionysios was afkomstig uit een vooraanstaande, hoewel ook niet al te gegoede Syracusaanse familie. Zijn vader Hermokritos kon hem een goede sofistische opvoeding geven. Hij begon zijn politieke loopbaan als partijganger van de politicus en strategos Hermokrates, die zich voor de onafhankelijkheid van de Siciliaanse Grieken tegenover buitenlandse machten inzette. Toen Hermokrates, die tot het kamp van de aristocraten behoorde, in 407 v.Chr. met privé-huurlingen zonder succes een staatsgreep pleegde in Syracuse, behoorde Dionysios tot een van zijn medestrijders en raakte hij gevaarlijk verwond. Hermokrates viel in de strijd en zijn aanhangers werden verbannen. Dionysios kon echter aan een verbanning ontsnappen, doordat hij een aanstelling als secretaris van het college van de Syracusaanse strategoi wist te verwerven.
Toen de Carthagers, de traditionele vijand van Syracuse, in december 406 v.Chr. de stad Akragas (Agrigento) veroverden, trad Dionysios, die tegen de Carthagers had meegevochten, als volksmenner tegen de strategoi op. Zij hadden deze nederlaag niet kunnen verhinderen, en dus beschuldigde hij hen van verraad. Hij wierp algemene beschuldigingen voor de voeten van de "machtigen" en "rijken", die hij onpatriottische gezindheid verweet. Daarbij profileerde hij zich als een vertegenwoordiger van een typische verzoek van de democraten, maar toen hem wegens zijn onruststokerij een geldboete werd opgelegd, betaalde de aristocraat en Dionysios' bondgenoot Philistos deze. Dionysios slaagde erin de afzetting van de strategoi erdoor te krijgen. Tot hun nieuw gekozen opvolgers behoorde hijzelf.
In het voorjaar van 405 v.Chr. werd hij door de volksvergadering gekozen tot enige strategos met onbegrensde volmachten (strategós autokrátor). Dit was zelfs in zulke crisistijd buitengewoon, maar het ambt was legaal volgens de Syracusaanse wetgeving. Hierop voortbouwend kon Dionysios in de zomer van 405 v.Chr. met zijn troepen een staatsgreep ondernemen, die in feite de constitutie omverwierp en hem tot tyrannos maakte. Een wezenlijk onderdeel bij de voorbereiding van de machtsgreep was, dat Dionysios na een gefingeerde moordaanslag op hem toestemming wist te verkrijgen voor de oprichting van een persoonlijke lijfwacht. Er werd hem een lijfwacht van zeshonderd man sterk toegekend, waarvan hij het aantal eigenmachtig naar meer dan duizend verhoogde en deze troepen uitstekend bewapende. Deze waren slechts aan hem ondergeschikt en verschaften hem een volledig van de democratische wil van de burgerij onafhankelijke machtsbasis.
Deze klim van Dionysios naar de macht was mogelijk doordat hij enerzijds als begaafd volksredenaar met democratische betogen het volk voor zich wist te winnen en anderzijds als voormalige medestander uitstekende relaties bleef onderhouden met aristocraten als Philistos. Tot de aristocraten, die hem al voor zijn machtsovername energiek ondersteunden, behoorde Hipparinos, vader van de later beroemde filosoof en tiran Dion van Syracuse.

### Familiepolitiek
De nauwe verhoudingen van de tyrannos met een deel van de aristocratische klasse bleek ook uit Dionysios' huwelijkspolitiek. Hij was eerst met een dochter van Hermokrates getrouwd, maar zij werd bij een mislukte opstand tegen Dionysios in 405 v.Chr. mishandeld en benam zich daarop het leven.
In 398 v.Chr. hertrouwde hij: hij verbond zich tegelijkertijd met de adellijke dames Doris uit Lokroi en Aristomache, de dochter van Hipparinos. Een dergelijk dubbelhuwelijk was in die tijd onder de Grieken geheel ongebruikelijk, maar schijnt geen aanstoot te hebben gegeven. Uit zijn huwelijk met Doris kwam zijn opvolger Dionysios II voort. Een jongere zoon, Hermokritos, werd waarschijnlijk naar zijn grootvader vernoemd. Uit zijn huwelijk met Aristomache had hij ook twee zonen, Hipparinos en Nysaios, die later kortstondig heersers van Syracuse zouden zijn, alsook een dochter Arete. Dionysios gaf haar na het overlijden van Thearides – Aretes eerste echtgenoot en een broer van Dionysios I – tot vrouw aan Dion. Dion genoot het volle vertrouwen van de tyrannos. Daarnaast had Dionysios met Aristomache ook een dochter genaamd Sophrosyne, die met haar halfbroer Dionysios II trouwde.

### Eerste oorlog tegen Carthago

Zuid-Italië in de tijd van Dionysios.

Al aan het begin van 405 v.Chr., dus nog voor de verkiezing tot enige strategos, trok Dionysios met zijn leger naar Gela, een stad die door het Carthaagse offensief werd bedreigd. Zoals in Syracuse woedde ook hier een conflict tussen de democraten en aristocraten (oligarchen), waarbij Dionysios de democratische kant aan de overwinning hielp; hij zorgde voor de veroordeling en terechtstelling van rijke leden van de opperklasse en gebruikte de geconfisqueerde bezittingen voor de betaling van zijn huurlingen, die op hun soldij wachten. Zo maakte hij zich zowel bij de arme stadsbevolking van Gela als ook in het leger geliefd.
In juli 405 begon de Carthaagse veldheer Himilco met de belegering van Gela. Dionysios, die intussen tyrannos was geworden, trok hem met een numeriek duidelijk zwakkere strijdmacht tegemoet. De slag bij Gela eindigde met een nederlaag van de Grieken. Toch gold het succesloze, maar slim bedacht aanvalsplan van Dionysios als militair-historisch betekenisvolle vernieuwing. Het plan had als voornaamste fout dat het naar toenmalige militaire opvattingen te gecompliceerd was en de gecombineerde inzet van drie afzonderlijk van elkaar opererende legeronderdelen te veel eiste van het coördinatievermogen van de Griekse bevelhebber. Na de nederlaag liet Dionysios Gela evacueren en verordende op zijn terugtocht naar het oosten ook de evacuatie van de bevolking van Kamarina. Daarmee werd de hele Zuidkust van Sicilië aan de Carthagers prijsgegeven.
De Carthagers waren echter nog voor het eind van 405 v.Chr. tot een vredesakkoord bereid, nadat in hun leger een epidemie was uitgebroken. De bepalingen van het vredesverdrag breidden het machtsbereik van de overwinnaar sterk uit. Dionysios werd weliswaar als heer van Syracuse erkend, maar de Griekse en niet-Griekse steden die hij bij zijn rijk had willen inlijven, werden deels aan de Carthagers schatplichtig en moesten onversterkt blijven, deels werden ze autonoom verklaard. Het verdrag betrof het gehele eiland Sicilië, waaronder ook een stad als Messana (huidige Messina), die nog aan Carthaags of Syracusaanse gebied grensde. Als globale regeling van de machtsverhoudingen werd dit verdrag tot voorbeeld voor latere afspraken op grond van een verdrag tussen Carthago en de Siciliaanse Grieken.

### Opstand tegen detyrannos

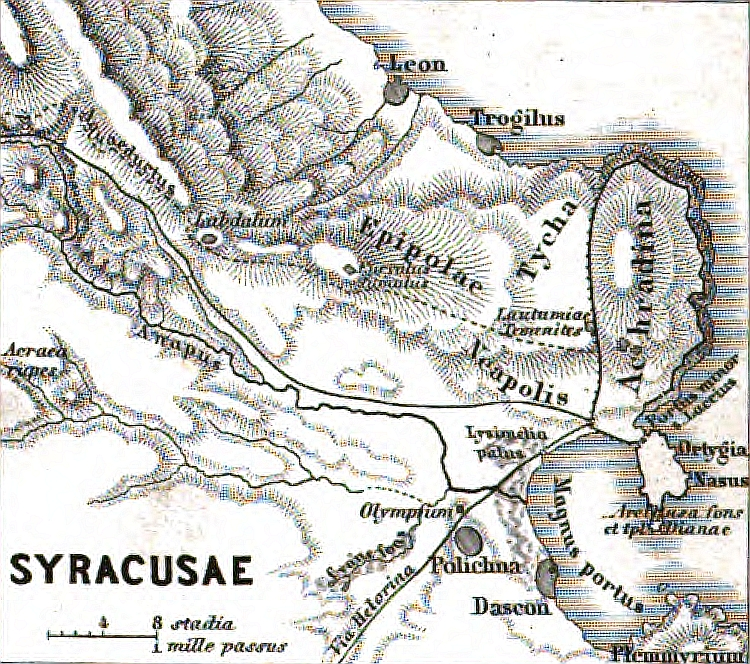
Syracuse in de oudheid met het ervoor gelegen eiland Ortygia

Dionysios kon zich niet vinden in de verdragsbepaling die ook de in de onmiddellijke nabijheid van Syracuse gelegen van steden autonomie verzekerde. Deze maakte elke vorm van expansie onmogelijk en daarom brak hij al in 404 v.Chr. het verdrag door de stad Herbessos aan te vallen. Daarbij kwam het echter tot een gevaarlijke muiterij van zijn troepen. Dionysios waagde het niet om met zijn loyaal gebleven huurlingen de muiters in het gebied van het onoverwonnen Herbessos tegemoet te treden. Hij spoedde zich in plaats daarvan naar Syracuse om een overslaan van het oproer op de stad zelf te voorkomen.
De muiters verbonden zich echter met oligarchische tegenstanders van de tyrannos uit Syracuse alsook met de steden Messana en Rhegion (Reggio Calabria), die over zeestrijdkrachten beschikten. Onder deze omstandigheden kon Dionysios Syracuse niet behouden en moest hij zich op het eiland Ortygia terugtrekken. Op dit eiland voor de kust van Syracuse, dat door een dam met de stad was verbonden en de haven afsloot van de open zee, had hij een vesting opgericht. Dit wel versterkte gebied was zijn machtscentrum, waar ook zijn huurlingen waren gelegerd. Ortygia werd daarop maandenlang belegerd door de Syracusanen, waarbij de positie van de tyrannos steeds vertwijfelder werd en wiens huurlingen over begonnen te lopen naar de Syracusanen die hen het burgerrecht in het vooruitzicht stelden. Uit deze periode stamt de later beroemd geworden uitspraak, dat de "tyrannis een mooi lijkkleed vormt".
Uiteindelijk slaagde Dionysios er in, terwijl hij voor de schijn met de Syracusen capitulatieonderhandelingen voerde, om in West-Sicilië huurlingen die eerder aan Carthaagse kant hadden gevochten aan te werven. Deze wisten naar Ortygia door te breken en daarnaast won Dionysios de ondersteuning van Sparta. Het traditioneel met Syracuse verbonden Sparta was na de zege over Athene in de Peloponnesische Oorlog de dominante macht (hegemonie) in Griekenland. De Spartaanse staatsman Lysandros zond een gezant, wiens optreden de positie van de tyrannos versterkte. Uiteindelijk kon Dionysios met een verrassingsaanval vanuit Ortygia Syracuse heroveren. Na zijn overwinning toonde hij zich mild tegenover zijn onderdanen. Van dan tot aan zijn dood was er geen opstand meer tegen zijn tyrannis.

### Tweede oorlog tegen Carthago

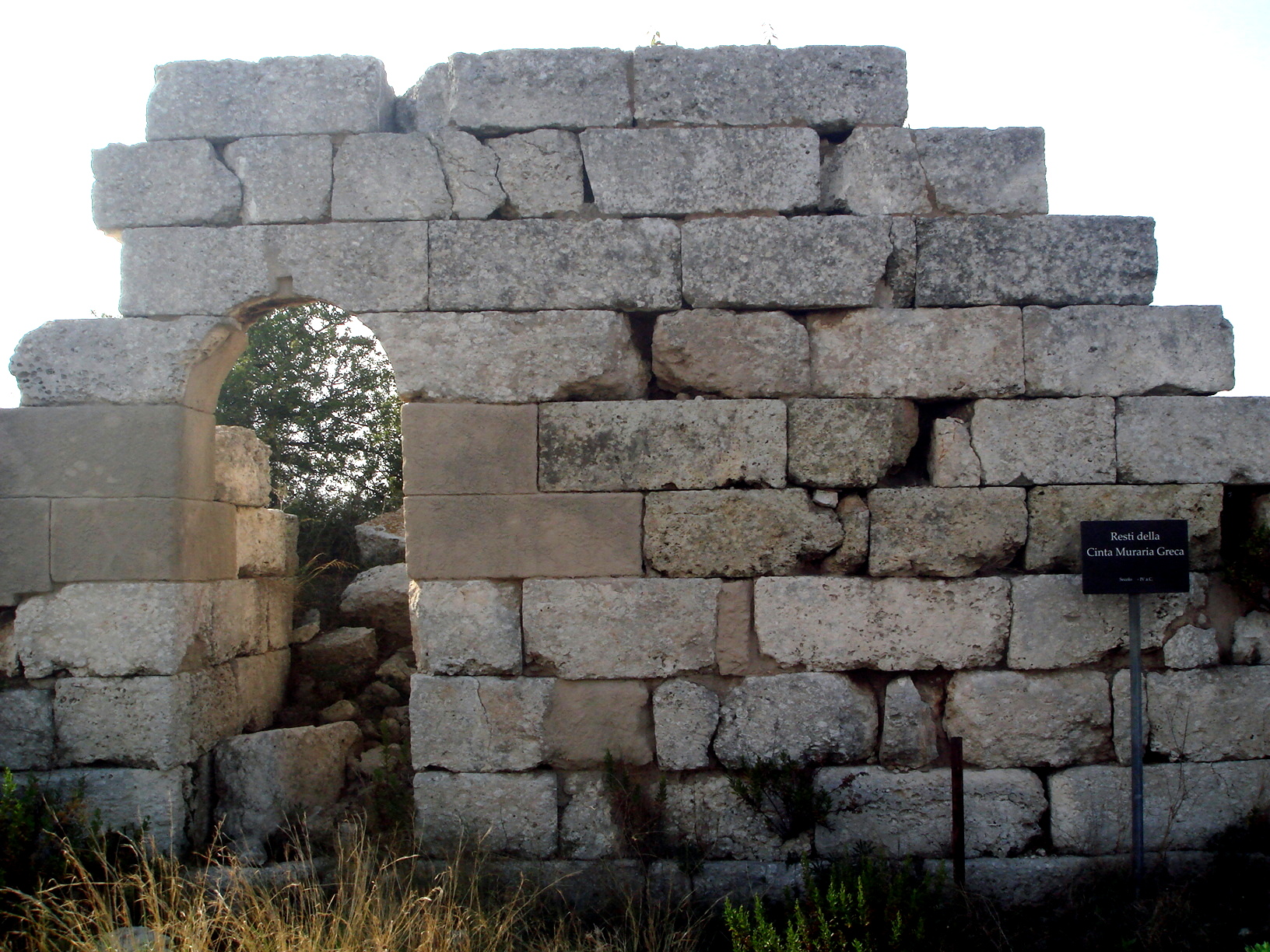
Een stuk van de stadsmuren van Syracuse uit de tijd van Dionysios

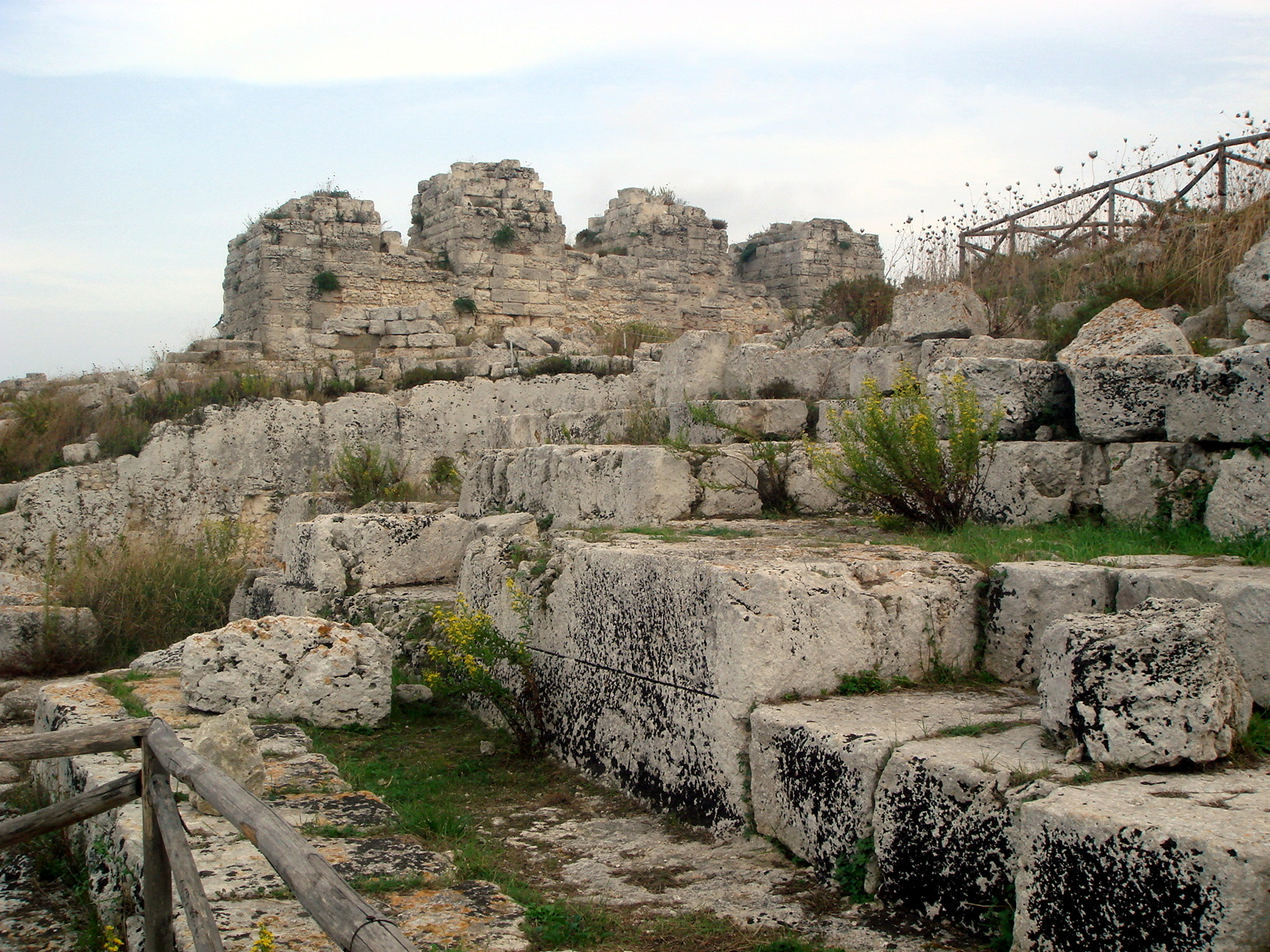
Restanten van de vijf pilaren van het katapultenplatform (pentapylon) van Euryalos (huidige Castello Eurialo)

Na het neerslaan van de opstand richtte Dionysios zich in 403 v.Chr. weer op zijn expansiepolitiek. Hij ondernam veldtochten tegen autonome steden in Centraal- en Noordoost-Sicilië en verwoestte hun gebieden. De burgers uit de veroverde steden werden minstens deels als slaaf verkocht. Daarbij ging het om voortdurende schendingen van het vredesverdrag met Carthago, die al ter voorbereiding van een nieuwe oorlog tegen de Carthagers diende.
Ook de oprichting van nieuwe, grotere vestingswerken in Syracuse had ditzelfde doel voor ogen. Dionysios liet de hoogvlakte van Epipolai in het noordwesten van de stad ommuren en in de ommuring van Syracuse opnemen. Daar liet hij het fort Euryalos (huidige Castello Eurialo) optrekken. Deze beduidende technische prestatie was een mijlpaal in de ontwikkeling van de Griekse vestingbouwkunst. Dionysios zou rond de 60.000 arbeiders inschakelen en het werk dagelijks persoonlijk overzien hebben, waarbij hij ook zelf de handen uit de mouwen stak.
Tegelijkertijd rustte hij zijn vloot en leger verder uit. De vloot groeide uit tot meer dan ? schepen waarvan een deel volgens het nieuwe ontwerp van de quinquereem. Daarnaast liet hij belegeringsmachines maken waarvoor hi hij ingenieurs aantrok die daarop de katapult uitvonden, wat een revolutie op het vlak van belegeringstechniek betekende. Talrijke huurlingen werden aangeworven, ook in Griekenland, waar na het einde van de Peloponnesische Oorlog vele strijdgeharde soldaten werkloos waren.
Na het voltooien van deze uitrustingen riep Dionysios een volksverzameling bijeen en liet zich door deze voor een offensief tegen de Carthagers machtigen; hij respecteerde aldus nog steeds formeel de democratische instellingen. Als grond voor de oorlog werd aangegeven dat het ging om de bevrijding van alle Griekse steden van de Carthaagse buitenlandse overheersing. Voor het offensief verzocht Dionysios in het voorjaar van 398 v.Chr. de verraste Carthagers tot capitulatie over te gaan. Het is raadselachtig, dat de Carthagers de jarenlange verdragsschennissen accepteerden en het offensieve karakter van het Syracusaanse uitrustingsprogramma niet hadden herkend.
Dionysios trok met een leger van naar gezegd 80.000 man sterk door heel Sicilië tot in het uiterste westen, zonder op weerstand te stoten. In het westen belegerde hij de op een klein eiland gelegen stad Motye en na het afweren van een verrassingsaanval nam hij een Carthaagse vloot in. Wegens de verbeten weerstand van de inwoners waren de gevechten verliesrijk. De bouw van een aanvalsdam waarover de Grieken naar het eiland doordrongen, was een beduidende technische prestatie.
In het voorjaar van 397 v.Chr. begon het Carthaagse tegenoffensief met een qua schepen en manschappen superieure strijdmacht onder leiding van de in de vorige oorlog succesrijke veldheer Himilco. De Carthagers landen in Panormos (Palermo) en heroverden al snel een reeks steden, waaronder Motye. Dionysios riskeerde het niet een veldslag te leveren, maar gaf West-Sicilië op en trok zich in het oosten terug. Himilco stelde eerst het westen veilig en trok daarna snel langs de noordkust op om de tegenstander van het Italische vasteland af te snijden, wat hem met de verovering van Messana lukte.
Talrijke bondgenoten van de Syracusanen wisselden nu van kant. Dionysios moest duizenden slaven vrijlaten om zijn schepen te bemannen. Met zijn sterk verkleind leger nam hij een defensieve positie in het gebied van Syracuse in. Toen zijn slecht geleide vloot bij Catane (Catania) een zware nederlaag leed en honderden schepen verloor, moest hij zich achter de muren van Syracuse terugtrekken en zich daar laten belegeren. De belegering zou tot in de zomer van 396 v.Chr. duren. De Carthagers werden echter door een epidemie verzwakt en gedemoraliseerd.
De Syracusanen behaaldeneen overwinning op zee, maar tegelijkertijd lukte het Dionysios, die nieuwe huurlingen wist aan te werven en uit Sparta ondersteuning kreeg, met een verrassingsaanval het vijandelijke landleger een grote slag toe te brengen. Himilco vluchtte met zijn schepen naar Afrika waarop Dionysios weer tot een offensief over kon gaan. Na gevechten met wisselend succes zonden de Carthagers in 392 opnieuw een grote vloot uit. Aangezien intussen beide zijden zeer uitgeput waren – de Carthagers waren daarenboven door een opstand in Afrika verzwakt – riskeerden ze geen beslissende veldslag. Het kwam tot onderhandelingen en de vrede die in 392 werd afgesloten, bevestigde de traditionele opdeling van het eiland tussen beide machten. De vrede was slechts in kleine details gunstiger voor Dionysios dan die van 405. Buiten het Carthaagse gebied had hij van nu af aan de vrije hand.

### Expansie in Zuid-Italië en aan de Adriatische Kust
In Magna Graecia hadden de meeste poleis zich verenigd in een verbond, waarbij ze zich tot wederzijdse militaire hulp verplichtten. Daarbij ging het zowel om het afweren van invallen van de Lucaniërs, de niet-Griekse bevolking van de regio, alsook om voorbereid te zijn een gevreesde inval van Dionysios op het vasteland. In de herfst van 390 v.Chr. rukte Dionysios inderdaad op tegen Rhegion (Reggio Calabria) – een lid van de bond – om de Straat van Messina onder zijn controle te brengen. Daarbij beriep hij zich op een bondgenootschap met Lokroi, de geboortestad van zijn vrouw Doris. Aanvankelijk mislukte de aanval, waarop Dionysios besloot tot een bondgenootschap met de Lucaniërs.
In 388 ondernam hij een nieuwe veldtocht, waarbij hij eerst de stad Kaulonia ten noorden van de monding van de rivier Elleporos (huidige Stilaro) belegerde. Een leger van de verbonden steden kwam de belegerden te hulp, maar werd bij de Elleporos verpletterend verslagen. Na de inname van Kaulonia verwoeste Dionysios de stad en bracht haar inwoners over naar Syracuse, waar hij hen voor vijf jaar vrijstelling van belasting verleende. Hij veroverde ook Skylletion, het huidige Squillace. Door de milde behandeling van de verliezers wist hij sympathie te winnen; tienduizend gevangenen liet hij zonder losgeld vrij. De veroverde steden Kaulonia, Skylletion en Hipponion (Vibo Valentia) liet hij over aan zijn bondgenoten, de Locriërs. Lokroi blief formeel autonoom, maar stond de facto onder het gezag van de tyrannos.
De meer noordelijke gelegen steden bleven onafhankelijk en sloten vrede met Dionysios. De militaire operaties van de Syracusanen werden beëindigd met de verovering en volledige verwoesting van Rhegion in 386 v.Chr. na een elf maanden durende belegering. De burgers van de stad werden tot slaaf gemaakt, met uitzondering van zij die zich door de betaling van een hoge som konden loskopen. Daarmee had Dionysios definitief een bruggenhoofd op het vasteland gevestigd: het zuiden van Calabrië tot aan de Golf van Squillace en tot de Golf van Sant'Eufemia viel voortaan in zijn machts-, respectievelijk invloedsbereik. De uitbreiding van de Syracusaanse macht op het vasteland was omwille van de controle van de zee-engte ook van grotere economische betekenis.
De successen in Zuid-Italië maakten het de tiran mogelijk een aanval naar de Adriatische Zee te ondernemen. Daarbij was zijn doel, de zeeweg naar Epirus via het Kanaal van Otranto in handen te krijgen en aan de Adriatische kust een haven te bezitten. Deze expedities leverde hem aanzienlijke successen op. Hij zou om de handel te bevorderen Ancona, Adria en Issa stichten. Alketas I van Epirus, die naar Dionysios' hof was gevlucht, kreeg van hem 2000 hoplieten en 500 wapenuitrustingen mee om de Illyriërs onder Bardyllis te steunen in hun aanval op de Molossiërs in Epirus. Ze zouden de regio plunderen en 15.000 Molossiërs doden, waarna Alketas zijn troon herwon.
Een verder doordringen naar Noordwest-Griekenland kwam echter niet in het vizier, omdat daar met de weerstand van grootmacht Sparta, met wie Dionysios nog steeds bondgenoot was, rekeningmoest worden  gehouden.
In 384/383 v.Chr. ondernam Dionysios een aanval op de westkust van Italië die zich tegen de Etrusken richtte, traditionele tegenstanders van de Grieken en bondgenoten van de Carthagers. De Syracusanen namen Pyrgi in, de haven van de Etruskische stad Caere waarmee ze in oorlog waren. Ze wisten een rijke buit te verwerven en bereikten op deze rooftocht ook het toen Etruskische Corsica.

### Derde en vierde oorlog tegen Carthago
De vrede met de Carthagers beschouwde Dionysios slechts als een wapenstilstand. Hij verbond zich met steden in het Carthaagse machtsbereik die bereid waren tegen de Carthagers in opstand te komen. Dit bedreigde het voortbestaan van de Carthaagse macht op Sicilië en daarom brak in 382 v.Chr. de derde oorlog tussen beide grootmachten uit. Ditmaal sloten de Carthagers een bondgenootschap met de vijanden van de Syracusanen in Magna Graecia en zonden voor het eerst een leger naar het Italiaanse vasteland.
Dionysios kon echter de stad Kroton (Crotone) veroveren, het centrum van zijn tegenstanders op het vasteland. Op Sicilië behaalde hij bij Kabala een belangrijke overwinning. Op grond daarvan beval hij de Carthagers Sicilië geheel te ontruimen. Dit was echter voor Carthago onaanvaardbaar. Na een overwinning van de Carthagers bij Kronion trad aan beide kanten oorlogsmoeheid op en er werd in 374 opnieuw vrede gesloten. Daarbij moest Dionysios door zijn laatste nederlaag belangrijke concessies maken. Als grens werd de rivier Halykos (huidige Platani) vastgelegd. Deze grensbepaling zou duurzaam blijken te zijn.
In 368 brak Dionysios de vrede en viel de Carthagers opnieuw aan. De aanleiding hiertoe was een onjuist bericht, dat een brand de gehele Carthaagse vloot had vernietigd. Zoals in de eerste oorlog stootten de Griekse troepen snel door tot aan het westelijk punt van het eiland, maar moesten zich daarna na een succesvolle tegenaanval van de Carthaagse vloot naar het eigen gebied terugtrekken. Daarop werd een wapenstilstand overeengekomen. Tot verdere strijdhandelingen kwam het niet meer, want in het voorjaar van 367 v.Chr. stierf Dionysios. Zo eindigde het conflict wederom onbeslist.

## Binnenlandse politieke en culturele activiteit

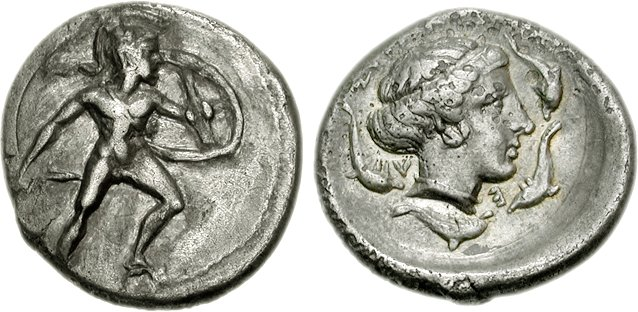
Syracusaanse drachme uit de eerste jaren van de heerschappij van Dionysios I met op de voorzijde de heros Leukaspis, die Syracuse tegen een buitenlandse inval zou hebben verdedigd.

Evenals andere Griekse tirannen had Dionysios de oude constitutie niet formeel opgeheven. De institutie van de volksvertegenwoordiging bleef voortbestaan en de tiran hechtte er waarde aan bij belangrijke beslissen haar toestemming te verwerven. Evenwel ontviel de volksverzameling het recht de hoogste ambten te kiezen en ze kon ook geen eigen initiatieven meer nemen.
Dionysios nam verscheidene maatregelen die de bezitsverhoudingen en demografische structuur veranderden. Na de mislukking van de opstand van de aristocratie in 405 verdeelde hij het huis- en grondbezit van zijn gevluchte tegenstanders onder zijn gunstelingen, burgers en huurlingen. Tijdens de oorlogen tegen de Carthagers verordende hij dat hele bevolkingen van veroverde steden naar Syracuse werden overgebracht. Hij liet aldus, naar het voorbeeld van zijn voorgangers in de tirannie zoals Gelo en Hiëro I hele steden ontvolken om er zijn huurlingen te vestigen.
Uit zijn hoge officieren en overige gunstelingen (phíloi, "vrienden") ontstond een nieuwe bovenlaag van de bevolking, die de plaats innam van de bij de opstand van 405 verslagen en verdreven aristocraten. De kern van deze bovenlaag werd gevormd door de familie van de tiran en de met hem verzwagerde families, een groep wiens samenhang hij door zijn huwelijkspolitiek bevorderde en wiens leden hij de belangrijkste politieke, diplomatieke en militaire posities gaf.
Het monarchistische principe liet Dionysios ook uiterlijk in zijn optreden en zijn pronkvolle hofhouding naar voren komen. Zo droeg hij een heersersornaat naar Perzische voorbeeld, zodat zijn feitelijk absolute macht de tijdgenoten aan Perzische toestanden herinnerde.
Door zijn hofhouding, bewapening, bouwactiviteit en vooral lijfwacht en huurlingenlegers moet de geldbehoefte van de tiran buitengewoon groot zijn geweest. Toch kon hij steeds weer de ontstane uitgaven dekken en nieuwe huurlingen aanwerven. De details van zijn succesvolle financiële politiek zijn grotendeels onduidelijk. In tijden van crisis werden hoge buitengewone heffingen verlangd; of er daarnaast ook een reguliere directe belasting naar oosters voorbeeld bestond, die in die tijd in Griekse steden niet gebruikelijk was, is onzeker. Dionysios confisqueerde niet enkel het bezit van zijn politieke tegenstanders, maar ook tempelschatten. Een belangrijke bron van inkomsten was de krijgsbuit; hiertoe behoorden de krijgsgevangenen die als slaven werden verkocht. Bijzonder winstgevend was de rooftocht tegen Etrurië.
Dionysios stelde – zoals ook andere Griekse tyrannoi – dichters aan zijn hof aan. Onder hen waren Philoxenos van Cythera en de tragicus Antiphon, die hij later liet executeren. De heerser dichtte in zijn latere leven ook zelf. Zijn werken waren overwegend of uitsluitend tragedies, waaruit slechts enkele verzen zijn overgeleverd en waarmee de komediedichters in Athene de draak staken. Met wisselend succes zocht hij in Griekenland naar erkenning voor zijn dichtwerk; tijdens de Olympische Spelen van 388 v.Chr. liet hij uit zijn werk voordragen, maar kreeg weinig bijval. De kwaliteit van zijn verskunst wordt in de bronnen meestal negatief beoordeeld, maar mogelijk heeft daarbij de politieke antipathie een rol gespeeld.
Dionysios zou Philoxenos tot dwangarbeid in de beruchte Latomien (steengroeves) hebben veroordeeld, naar men zegt als straf voor kritiek op de gedichten van de heerser. In ieder geval maakte Philoxenos de tyrannos in zijn dithyrambe Cyclops belachelijk.
In 388 v.Chr. viel de eerste Siciliëreis van de filosoof Plato, die toen nog niet zo beroemd was. Daarbij zou het tot een gesprek tussen beiden zijn gekomen, waarbij Plato zich tot ongenoegen van Dionysios uitsprak tegen tirannie. Plato bekritiseerde in zijn latere zevende brief ook het luxueuze leven aan het hof van Syracuse. De legendarische overlevering, volgens welke de vertoornde Dionysios vervolgens Plato als slaaf liet verkopen, is volgens het huidige historische onderzoek niet geloofwaardig. Wel raakte Dion, de adviseur van Dionysios, in de ban van Plato. Na de dood van Dionysios I begon Plato dan ook op uitnodiging van Dion een politieke rol te spelen in Syracuse.

## Opvolging

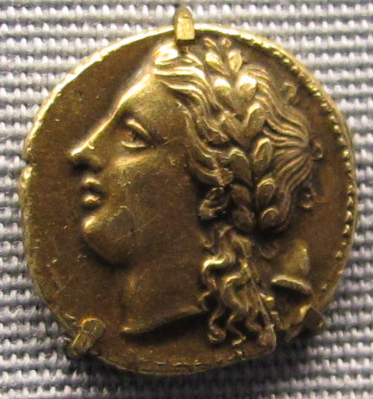
Decadrachme uit de periode van Dionysios I en II.

Tegen de raad van Dion in wees Dionysios zijn zoon Dionysios II als enige opvolger aan en passeerde hiermee zijn beide ten tijde van zijn dood nog niet volwassen zonen uit zijn huwelijk met Aristomache. Dankzij de loyaliteit aan de dynastie van de huurlingen kon de machtswissel soepel worden voltrokken. Dionysios II was echter niet op zijn rol als heerser voorbereid, want zijn vader had hem van staatszaken weggehouden en hem geen vertrouwen geschonken.
Dion kon, hoewel hij als oom van de gepasseerde zonen van Aristomache tot de rivaliserende lijn van de tirannenfamilie behoorde, de macht delen met de onervaren nieuwe tiran. Dion wilde Dionysios II ofwel stevig onder zijn controle brengen ofwel hem de macht ontnemen ten gunsten van zijn neven. Deze stand van zaken leidde tot een machtsstrijd, die uiteindelijk militair zou worden uitgevochten en de ondergang van de dynastie bewerkstelligde. Korte tijd verkreeg Dion de macht, waarna deze Plato opnieuw uitnodigde. Deze zag kans om zijn ideaal van de filosoof-koning in de praktijk te brengen, maar om de macht te behouden zag Dion zich genoodzaakt zelf zijn toevlucht te nemen tot tirannieke methoden en werd hij al snel omgebracht.
De door Dionysios I gestichte staat stortte ineen en viel uiteen in een veelvoud van lokale tirannieën. Daarmee werd de wezenlijke verdienste van Dionysios I vanuit het oogpunt van zijn tijdsgenoten, de vereniging van de Siciliaanse Grieken tegen de Carthagers, na zijn dood tenietgedaan. De met geweld gevormde territoriale staat bleek haar stichter niet te kunnen overleven, daar haar bestaan slechts op de politieke en militaire bekwaamheid en de wilskracht van haar stichter was gebaseerd en een ideële en institutionele verankering ontbrak.

## Receptie

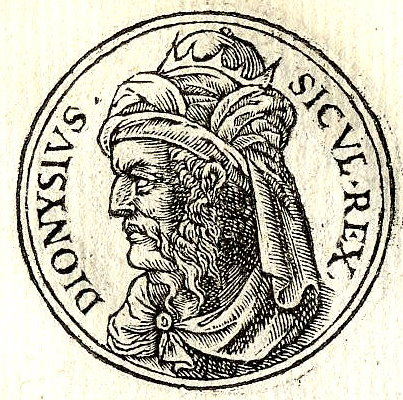
Fantasieportret van Dionysios uit Promptuarium iconum insigniorum a seculo hominum van Guillaume Rouillé (1553).

Al tijdens Dionysios’ leven werd zijn beeltenis in het publiek voor propaganda aangewend, door zowel hemzelf alsook door zijn tegenstanders, die vooral in Athene actief waren. Een uitvoerige voorstelling vanuit het standpunt van zijn aanhangers bood het grote geschiedwerk van Philistos, die vier boeken aan zijn regeringsperiode wijdde. Plutarchus noemde Philistos de "grootste vriend van tyrannoi". Van dit geschrift zijn echter slechts fragmenten overgeleverd. Het andere uiterste was het eveneens verloren gegane geschiedwerk van Timaios van Tauromenion, dat deze periode vanuit een radicaal anti-tyrannoi-perspectief behandelde. Timaios tekende veel van de anekdoten op die in de kringen van zijn tegenstanders de ronde deden, en die wezenlijk bijdroegen aan de beeldvorming van Dionysios als typische dwingeland, een voorstelling die al voor Aristoteles vanzelfsprekend was.
Timaios' werk vond een grotere verbreiding in de oudheid dan dat van Philistos. Daar kwam nog de kritiek bij van Plato, op grond van zijn slechte ervaring tijdens zijn eerste verblijf in Syracuse. Het in Plato's dialoog Politeia beschreven type van tyrannos is grotendeels gebaseerd op Dionysios. Cicero, die wezenlijk bijdroeg aan de overlevering van negatieve verhalen over Dionysios, betrok de beroemde anekdote van het zwaard van Damokles en de vertelling van Damon en Phintias verkeerdelijk op Dionysios I. Beide gevallen waren oorspronkelijk als voorvallen aan het hof van Dionysios II overgeleverd. Onder de indruk van deze tradities plaatste Dante de tyrannoi in de Hel. Het zeer negatieve totaalbeeld van Dionysios zou tot in de moderne tijd blijven bestaan.
In het moderne geschiedonderzoek hebben Lionel Sanders en Brian Caven de grondslagen van de traditionele beoordeling van Dionysios kritisch onderzocht en zijn daarbij tot een gunstiger oordeel gekomen. Het moderne geschiedonderzoek heeft voor deze periode, die met de machtsgreep van Dionysios I begon, de term "jongere tyrannis" ingevoerd. Ze dient ter onderscheiding van de zogenaamde "oudere tyrannis" van de 7e en 6e eeuw v.Chr. waartussen een tiranloze tijd lag.